# أستاذ دكتور
أستاذ دكتور هي درجة علمية يتم تطبيقها في بعض الأنظمة الجامعية. وهو بروفيسور وباحث الذي عليه أن يجتاز عددًا من المتطلبات اللازمة والضرورية للوصول إلى هذه الدرجة العلمية. وهو يُعد أعلى درجة علمية يُمكن أن يصل لها أي أستاذ جامعي.